# Embolisation
Die therapeutische Embolisation ist der künstliche Verschluss von Blutgefäßen durch Verabreichung von z. B. flüssigen Kunststoffen, Kunststoffkügelchen oder Fibrinschwämmen über einen Katheter. Sie wird in der Regel durch einen auf die interventionelle Radiologie spezialisierten Radiologen in einer sogenannten Angiographie-Suite unter Durchleuchtungskontrolle durchgeführt. Man unterscheidet zwischen Notfallembolisationen mit einer Indikationsstellung aufgrund einer schwer stillbaren, lebensbedrohlichen Blutung sowie einer elektiven (geplanten) Embolisation bei z. B. einer Gefäßfehlbildung oder Tumorbehandlung.

## Notfallembolisationen
Notfallembolisation nach Beckentrauma: Blutungen meist aus dem frakturierten Beckenknochen, dem präsakralen Venenplexus und Ästen der Arteria iliaca interna.
Notfallembolisation Organe:
- Milz:[2] je nach Ausmaß der Verletzung konservatives Vorgehen unter Überwachung, Splenektomie (operative Entfernung der Milz) oder zunehmend Embolisationstherapie (meist zentraler Verschluss der Milzarterie)
- Leber:[3] Für den Patienten das gefährlichste Organ. Optionen zur Therapie sind die Operation (z. B. mittels des sogenanntem surgical packing, wo danach eine Embolisation sinnvoll sein kann) und die Embolisation
- Niere:[4] je nach Ausmaß der Verletzung konservatives Vorgehen unter Überwachung, Operation (organerhaltendes Vorgehen bis hin zur Nephrektomie) oder zunehmend Embolisationstherapie in immer instabileren Patienten, da operativ zu viele Patienten die Niere doch komplett verlieren
- Gastrointestinale Blutungen:[5] Eine (auch initial HB-relevante) gastrointestinale Blutung (z. B. eine Blutung aus einem Magengeschwür in das Darmlumen) ist zwar ein Notfall, jedoch sistieren die meisten dieser Blutungen wieder unter Substitution (Gabe von Blutkonserven). Bei einer Notfalloperation besteht dabei eine Mortalität von 15–40 %, die Mortalität ohne eine sofortige Therapie beträgt 10 % (meist alte, oft vorerkrankte Patienten). Indikation für eine Embolisationstherapie bei einer gastrointestinalen Blutung sind: (Pseudo-)Aneurysmata (Gefäßerweiterungen, die platzen und dann bluten können), ein blutender Gefäßstumpf nach einer Bauchoperation, Magengeschwür, Varizen, erosive Gastritis, Tumoren im Bauchraum, Mallory-Weiss-Syndrom, beim Kind juveniler Polyp und Meckel-Divertikel.
- Blutung Ulcus duodeni: die Indikation zur Angiographie besteht, wenn der endoskopische Versuch zweimalig gescheitert ist
- Bronchialarterienembolisation:[6] Indikation bei einer lebensbedrohenden Blutung, die sich als Hämoptyse (Bluthusten) äußert (> 250 ml Hämoptyse/24 h). Der technische Erfolg der Bronchialarterienembolisation beträgt bis 100 %, jedoch kommt es in etwa 30 % der Fälle zu einer Rezidivblutung binnen 14 Tagen (abhängig von der Grunderkrankung).

## Elektive Embolisationsbehandlung
- Embolisation von pulmonalen AV-Fisteln
- Embolisation von AV-Malformationen (z. B. an den Extremitäten)
- Embolisation von Hämangiomen  (z. B. an den Extremitäten)
- Knochentumorembolisation[7] der Wirbelsäule (meist präoperativ vor Tumorentfernung; in Einzelfällen als palliative Therapie zur Schmerzbehandlung und Tumorreduktion): Bei Tumoren der Wirbelsäule müssen die sogenannten Lumbalarterien mindestens zwei Wirbelkörperetagen oberhalb und unterhalb des Tumors angiographisch dargestellt werden, da unbedingt Kollateralverbindungen zwischen dem Tumor und den die Wirbelsäule und das Rückenmark ernährenden Gefäßen ausgeschlossen werden müssen (Gefahr der Paraplegie und Tetraplegie als seltene Embolisationskomplikation)
- Knochentumorembolisation an den Extremitäten (meist präoperativ; in Einzelfällen als palliative Therapie zur Schmerzbehandlung und Tumorreduktion)
- Uterusmyom-Embolisation:[8] eine Methode, um symptomatische Uterusmyome mittels der Injektion von sphärischen Mikropartikeln in die Arteria uterina zu behandeln.

## Materialien
Flüssige Embolisate sind  Histoacryl, Ethibloc, Ethylen-Vinylalkohol-Copolymer, Ethanol und Lipiodol. Sie sind sehr effektiv bei der Embolisation und funktionieren unabhängig vom Gerinnungsstatus des Patienten (sehr wichtig, wenn der Patient z. B. nach einem Verkehrsunfall mehrere Liter Blut verloren hat und seine Gerinnung trotz Massentransfusionen noch nicht wieder adäquat funktioniert). Einige flüssige Embolisate haben ein erhöhtes Komplikationsrisiko, da sie ähnlich einem Sekundenkleber blitzschnell wirken.
Partikuläre Embolisate sind Gelfoam, Polyvinylalkohol (PVA) und neuentwickelte sphärische Mikropartikel aus Gelatine oder Plastik. Sie haben teilweise eine nur temporäre Wirkung, die embolisierten Gefäße eröffnen sich wieder. Die sphärischen Mikropartikel bieten durch ihr Vorliegen in multiplen Größenstufen (zwischen 40 und 900 Mikrometer in Abstufungen von etwa 100 µm) die Möglichkeit, ein passendes Embolisat für das jeweilige Gefäß oder parenchymatöse Organ auszusuchen.
Als metallisches Verschlussmaterial dienen Coils, Interlocking detachable Coils (IDC) und gitterartige Verschlusssysteme. Bei den Coils und Interlocking detachable Coils handelt es sich um teilweise steuerbare, metallische Mikrospiralen mit aufgearbeiteten thrombogenen Fäden. Microcoils und IDCs benötigen eine funktionierende Gerinnung, um ein großes blutendes Gefäß effektiv verschließen zu können.